# Life of Agony
Life of Agony (abreviado LoA) es una banda de metal alternativo originaria de Brooklyn, Nueva York.

## Historia
La banda fue formada en el verano de 1989 por la cantante Mina Caputo, el bajista Robert Alan y el guitarrista Joey Z. Después de tocar con varios bateristas, alistaron al baterista de una banda llamada Type O Negative, Sal Abruscato antes de grabar el álbum debut River Runs Red (1993) tras firmar con Roadrunner Records.
River Runs Red fue seguido por el más emocional Ugly (1995), pero el baterista Abruscato  abandona la banda después de una pequeña gira. Su sucesor fue Dan Richardson.
En 1995, mientras hacían una gira para promocionar su disco Ugly, un fan que aparentemente quería subirse al escenario, cayó del mismo y murió. La banda y un guardia de seguridad estuvieron implicados en un juicio el cual más tarde fue abandonado sin cargos contra los acusados. En los conciertos subsiguientes la banda fue muy precavida de que el accidente no se repita, a veces calmando a la multitud si la cosa se ponía muy pesada. Un ejemplo de esto se puede ver en "the River Runs Again DVD", en el cual Keith Caputo dice: "Cuídense entre ustedes en el pogo. Ya perdimos una vida." y "Ningún muerto, ¿verdad?"
Caputo abandonó la banda luego del lanzamiento de Soul Searching Sun (1997) afirmando que su corazón ya no estaba en el tipo de música de que hacia Life of Agony. La banda salió nuevamente de gira con el excantante de Ugly Kid Joe, Whitfield Crane y se dirigió de nuevo al estudio, sólo para darse cuenta de que no querían continuar bajo la bandera de Life of Agony sin Caputo. En 1999 decidieron separarse. Un CD en vivo, unplugged en el "Dutch Lowlands Festival" de 1997 fue lanzado en el 2000.
La formación original se reunió nuevamente en 2003. En el verano de 2011, la banda intentó escribir nuevo material sólo para sentir que estaba siendo forzado y no natural. Caputo declaró que la banda en un intento de no convertirse en un acto novedoso, se veía en la necesidad de disolverse o poner un paréntesis de forma permanente. Luego de dos años de haberse separado y de la transición de Keith (hoy Mina, quien se sometió a un proceso de resignación de género luego de declarar ser una mujer trans), confirman su regreso a los escenarios para agosto de 2014. En 2017 salió el quinto álbum de estudio de LoA, A Place Where There's No More Pain. Ese mismo año, Sal Abruscato deja la banda y le sustituye Veronica Bellino. El sexto trabajo del grupo salió en 2019 y se llamó The Sound Of Scars.

## Música
Según los propios miembros del grupo, fueron influenciados por bandas tan diversas como Radiohead, Metallica, Pink Floyd y Black Sabbath.
Robert y Caputo escriben todas las canciones, pero nunca habían escrito canciones juntos antes del Soul Searching Sun. Hasta entonces, Robert escribió la mayoría de la música y la letra y Caputo escribió grandes baladas, en su mayoría, casi en su totalidad, acerca de sus padres y su familia, especialmente su madre.

## Miembros
| Miembros actuales - Mina Caputo – voces (1989–1997, 2002–2012, 2014–presente) - Joey Z – guitarras, coros (1989–1999, 2002–2012, 2014–presente) - Alan Robert – bajo, coros (1989–1999, 2002–2012, 2014–presente) - Veronica Bellino – batería (2018–presente) | Miembros anteriores - Sal Abruscato – batería (1993–1996, 2002–2012, 2014–2017) - Whitfield Crane – voces (1997–1999) - Dan Richardson – batería (1996–1999) - Mike Palmeri – batería (1992–1993) - Kenny Pedersen – batería (1990–1992) - Eric Chan – batería (1989–1990) |

## Discografía
| Año de lanzamiento | Nombre del disco                                   | info             |
| 1993               | River Runs Red                                     | Álbum de estudio |
| 1995               | Ugly                                               | Álbum de estudio |
| 1997               | Soul Searching Sun                                 | Álbum de estudio |
| 1999               | 1989-1999                                          | Compilación      |
| 2000               | Unplugged at the Lowlands Festival '97             | Álbum en vivo    |
| 2003               | The Best of Life of Agony                          | Compilación      |
| 2003               | River Runs Again: Live 2003                        | Álbum en vivo    |
| 2005               | Broken Valley                                      | Álbum de estudio |
| 2010               | 20 Years Strong - River Runs Red: Live In Brussels | Álbum en vivo    |
| 2017               | A Place Where There's No More Pain                 | Álbum de estudio |
| 2019               | The Sound Of Scars                                 | Álbum de estudio |